# Ruth Eisemann-Schier
Ruth Eisemann-Schier (nacida el 8 de noviembre de 1942 fue la primera mujer en aparecer en lista de los diez más buscados por el FBI.
Schier nació en la república de Honduras, es hija de refugiados judíos-austríacos que llegaron a residir al país centroamericano después de escapar de la persecución nazi. Se graduó en la Universidad Nacional Autónoma de México y seguidamente se trasladó a estudiar al Instituto de Ciencias Marinas de la Universidad de Miami cuando conoció a Gary Stephen Krist.
Schier figura en la lista en 1968, por su participación en el secuestro por rescate de Barbara Jane Mackle en Decatur, Estado de Georgia, en un plan urdido por su novio, Krist. Quien fue arrestado dos días después.
Eludió a la policía y fue detenida en Norman, Oklahoma el 5 de marzo de 1969, 79 días después del secuestro Schier fue extraditado desde Oklahoma a Georgia para enfrentar un juicio en la que se le declaró culpable y fue sentenciada a siete años de prisión.
Mientras Schier estaba en la cárcel, Gene Miller, en colaboración con Mackle, escribieron sobre el crimen en el libro 83 horas hasta el amanecer. La revista Selecciones del Readers Digest publicó este libro en forma reducida, en la década de los ochenta. 
Schier cumplió cuatro años de su condena en prisión y fue puesta en libertad condicional en 1973 con la condición de ser deportada a su país nativo, Honduras.
En 1990 se realizó una película sobre el caso, basándose en el libro "83 horas, hasta el alba" dirigida y producida por: Todd Field y Donald Wrye y protagonizada por: Peter Strauss, Robert Urich, Víctor Brandt, Danny Dayton, Susanna Thompson, Sela Ward, Bill Campbell, Shannon Wilcox, entre otros.
El caso de Schier era uno de los muchos tratados en el libro 2002 Amas de Mayhem: el Libro de las mujeres delincuentes "Mistresses of Mayhem: the Book of Women Criminals", ISBN 0028642600.